# Australoloxoconcha
Australoloxoconcha is een geslacht van kreeftachtigen uit de klasse van de Ostracoda (mosselkreeftjes).

## Soorten
- Australoloxoconcha favornamentata Hartmann, 1974
- Australoloxoconcha parafavornamentata Hartmann, 1974